# Heterodera gambiensis
Heterodera gambiensis — вид паразитичних нематод родини гетеродерових (Heteroderidae).

## Поширення
Вид виявлений на культурних рослинах в Західній Африці та Південній Азії.

## Спосіб життя
Патогенна цистоутворююча нематода, яка паразитує на африканськім просі і дагуссі.